# Gogol. Vij
|  | For andre betydninger af "vij", se Vij |
Gogol. Vij (russisk: Гоголь. Вий) er en russisk spillefilm fra 2018 af Jegor Baranov.
Filmen er en fortsættelse af Gogol. Natjalo og er baseret på Gogols historie Vij. Filmserien rundes af med Gogol. Strasjnaja mest. 

## Medvirkende
- Aleksandr Petrov — Nikolaj Vasiljevitj Gogol
- Jevgenij Stytjkin — Aleksandr Khristoforovitj Binkh
- Artjom Sutjkov
- Taisija Vilkova — Jelizaveta (Liza) Danisjevskaja
- Julia Franz